# Pănet
Pănet é uma comuna romena localizada no distrito de Mureș, na região histórica da Transilvânia. A comuna possui uma área de 72.31 km² e sua população era de 6132 habitantes segundo o censo de 2007.